# Peyo
Pierre Culliford (25. června 1928, Brusel – 24. prosince 1992, tamtéž), známý také jako Peyo, byl belgický kreslíř komiksů, nejvíce známý jako autor Šmoulů.

## Životopis
Pierre Culliford se narodil v Bruselu, jako nejmladší z dětí anglického otce, investora, a belgické matky. Měl sestru a bratra. V mládí kreslil do svých školních sešitů a knih. Do školy chodil rád, miloval především gymnastiku a historii. Kromě toho hrál při škole divadlo, miloval četbu a zpíval ve sboru. Při pravidelných rodinných setkáních vždy vyprávěl příběhy, které znal z hodin dějepisu a později z novin – příběhy myšáka Mickeyho apod. Byl členem organizace Fédération des Scouts Catholiques, která sdružuje katolické skauty.
Jeho středoškolské studium probíhalo jako na houpačce: začal v obchodním směru, ale musel první rok opakovat. Během druhého ročníku skončil a přestoupil na teoretičtější směr studia. Jeho spolužáci měli náskok a Culliford studia ukončil. Jeho otec zemřel v roce 1935, a tak si musel ve věku 15 let hledat zaměstnání. Nastoupil do kina jako asistent. Při této práci setrval rok po konci druhé světové války. Práce mu připadala nudná. Poté dělal jiné, krátkodobé práce. Setrvával ve skautu, od svých sedmnácti již ne v katolickém. V roce 1945 nastoupil jako asistent do kreslícího studia CBA, pro retuše s kvašem. Stal se nejmladším kolegou André Franquina, Eddyho Paapeho a Morrise.
Firma však o několik měsíců později, v roce 1946, zbankrotovala. Zůstal však ve styku s ostatními, kteří šli pracovat pro znovuzaložené Spirou (Robbedoes). Culliford se u nich pokusil žádat o práci, ale nebyl přijat. Aby si zlepšil svou kreslířskou techniku, začal studovat na akademii umění v Bruselu. Po třech měsících skončil, neboť se chtěl naučit kreslit humoristicky, ne akademicky. Vstoupil do reklamního sektoru. V té době také podepsal poprvé svůj vlastní komiks jménem „Peyo“, jak jeho bratranec vyslovoval jeho přezdívku „Pierrot“.[zdroj⁠?!]